# Lindsay Cooper
Lindsay Cooper (ur. 3 marca 1951 w Londynie, zm. 18 września 2013 tamże) – angielska kompozytorka, fagocistka, oboistka, saksofonistka i działaczka polityczna związana z awangardowymi i jazzowymi grupami brytyjskimi, głównie z kręgu sceny Canterbury.

## Biografia artystyczna

### Początek kariery
Lindsay Cooper urodziła się w Hornsey (płn. Londyn) w Anglii.
W wieku 11 lat rozpoczęła naukę gry na pianinie, jednak po kilku latach zafascynowała się fagotem. Rozpoczęła więc naukę gry na tym instrumencie, jak i muzyki poważnej.
W latach 1965–1968 studiowała w Dartington College of Arts i Królewskiej Akademii Muzycznej w Londynie.
W latach 1966–1968 była członkiem National Youth Orchestra of Great Britain.
Po zakończeniu studiów przeniosła się do Nowego Jorku, gdzie przez ponad rok studiowała. W tym samym czasie rozpoczęła brać udział w różnych projektach nagraniowych związanych z muzyką poważną i filmową.
W wieku 20 lat zdecydowała się opuścić kręgi muzyki poważnej i wstąpiła do progresywnej grupy Comus, w której przebywała ponad rok – do sierpnia 1972 r. Opanowała wtedy także grę na oboju i flecie.

### Henry Cow
W 1973 r. brała udział w projekcie Ritual Theatre i dzięki temu spotkała muzyków awangardowej grupy Henry Cow. Gdy muzyk Geoff Leigh odszedł z zespołu – zastąpiła go w grudniu 1972 r.
Wzięła udział w nagraniu albumu grupy Unrest ale w sierpniu 1973 r. odeszła od Henry Cow, jednak jako gość wzięła udział w nagraniu jego następnej płyty długogrającej Desperate Straights.
W tym czasie grała na albumach wydanych przez Steve’a Hillage'a Fish Rising, Comus To Keep from Crying, Egg Civil Surface i Hatfield and the North The Rotter's Club. Była także członkiem orkiestry teatralnej i równocześnie kierownikiem muzycznym w przedstawieniu The City (był to musical rockowy). Rozpoczęła także grać jazz z takimi muzykami jak Lol Coxhill, Derek Bailey i Evan Parker.
Około kwietnia 1975 r. powróciła do Henry Cow i nagrała z nimi album In Praise of Learning.
Pod koniec 1977 r., będąc członkiem Henry Cow, sformowała Feminist Improvising Group – zespół złożony całkowicie z kobiet: Maggie Nichols, Georgie Born (która zostanie potem basistką i wiolonczelistką Henry Cow), Irene Schweitzer i Sally Potter. Rozpoczęła wówczas grać także na saksofonie sopranowym.
Ostatni album Henry Cow Western Culture zawierał całą stronę jej kompozycji. Gdy grupa podczas nagrywania tego albumu podzieliła się na frakcje, razem z Timem Hodgkinsonem tworzyła frakcję instrumentalistów, podczas gdy Fred Frith, Chris Cutler i Dagmar Krause pragnęli albumu wokalno-instrumentalnego. Ten rozłam, chociaż nie skłócił muzyków, spowodował zakończenie działalności Henry Cow we wrześniu 1978 r.
We wrześniu 1978 r. Cooper została członkiem grupy National Health, prowadzonej przez jej długoletniego przyjaciela klawiszowca Dave’a Stewarta a następnie grała krótko w zespole Billa Bruforda.

### Lata 80.
W pierwszej połowie lat 80. Cooper prowadziła kilka projektów równocześnie. Kontynuowała działalność w Feminist Improvising Group (do 1982 r.), była członkiem Mike Westbrook Band (1979-1983), Maarten Altena Octet (1981–1984) i grupy Davida Thomasa (z Pere Ubu) The Pedestrians (1982–1985).
Od 1982 r. prowadziła własny zespół Lindsay Cooper Film Music Orchestra. Napisała wówczas wiele opraw muzycznych do filmów i dla TV, m.in. do filmu The Gold Diggers (1983) w reż. Sally Potter i z Julie Christie w roli głównej.
Zajęła się także komponowaniem dla baletu i teatru (m.in. program baletowy Face on Maedee Dupres).
W 1983 r. zaangażowała się w działalność kwartetu News from Babel składającego się z takich muzyków jak Dagmar Krause, Zeena Parkins i Chris Cutler, w pewnym sensie kontynuatora tradycji Henry Cow, z którym nagrała dwa albumy Work Resumed on the Tower (1984) i Letters Home (1986).
Ok. 1987 r. rozpoczęła na koncertach wykonywać cykl pieśni Oh Moscow, do których słowa napisała Sally Potter. Pierwszym perkusistą tej koncertowej grupy była Marilyn Mazur, drugim Charles Hayward, a trzecim Chris Cutler. Jeden z koncertów podczas festiwalu w Kanadzie w 1989 r. został nagrany i wydany w 1991 r.

### Lata 90.
W 1990 r. przebywała w Australii, gdzie występowała grając na fagocie, saksofonie i instrumentach elektronicznych. Współpracowała także z wokalistą i reżyserem teatralnym Robynem Archerem. Napisała muzykę do jego sztuki Cafe Flederman's i potem Sahara Dust.
W 1992 r. odbyła się premiera skomponowanego przez nią Koncertu na saksofon i smyczki w Konserwatorium Brytyjskim w Londynie, a w Bolonii Opera House Orchestra zaprezentowała jej Pieśni na fagot i orkiestrę.
W 1991 r. zdiagnozowano u niej stwardnienie rozsiane. Nie wyjawiając choroby kontynuowała działalność do 1998 r., kiedy postępy choroby zmusiły ją do rezygnacji z życia artystycznego.

## Dyskografia
Mike OldfieldHergest Ridge (1974)
EggThe Civil Surface (1974)
Henry CowUnrest (1974)
ComusTo Keep from Crying (1974)
1. Down (like a Movie Star)
2. Touch Down
3. Waves and Caves
4. Figure in Your Dreams
5. Children of the Universe
6. So Long Supernova
7. Perpetual Motion
8. Panophany
9. Get Yourself a Man
10. To Keep from Crying
11. After the Dream

- Roger Wooton: wokal, gitara
- Bobbie Watson: wokal, flet (ang. recorder, instrumenty perkusyjne
- Keith Hale: pianino, organy, elektryczne pianino, syntezator, marimba
- Andy Hellaby: gitara basowa, auto harp, efekty, muzyka z taśmy
- Gordon Coxon: perkusja, instrumenty perkusyjne

oraz
- Lindsay Cooper (Henry Cow): fagot
- Didier Malherbe (Gong): saksofon tenorowy
- Phil Barry: bongosy
- Tim Kramer (Esperanto): wiolonczela

Slapp Happy/Henry CowDesperate Straights (1975)
Slapp Happy/Henry CowIn Praise of Learning (1975)
Steve HillageFish Rising (1975)
- Fish Rising (1975)

-Solar Musik Suite:
a Sun Song
b Canterbury Sunrise
c Hiram Afterglid Meets the Dervish
d Sun Song (reprise)
-Fish
-Meditation of the Snake
-The Salmon Song:
a Salmon Pool
b Solomon’s Atlantis Salmon
c Swimming with the Salmon
d King of the Fishes
-Aftaglid:
a Sun Mon Surfing
b The Great Wave and the Boat of Hermes
c The Silver Ladder
d Astral Meadows
e The Lafta Yoga Song
f Glidding
g The Golden Vibe/Outglid
- Steve Hillfish: gitfish, fishy hymns
- Pierre Moerlen: batterfish, drum, marimba, darbuka
- Dave Stewart: orgone, pianofish
- Mike Howlett: bassafish
- Lindsay Cooper: bassoonafish
- Moonweed: synfish, moog, bubblefish, tambura
- Bloomdido glid de breeze: saxofish, indian floot
- Bambaloni Yoni: fish tales, fish scales, fish bells

Hatfield and the NorthThe Rotter's Club (1975)
1. Share It
2. Lounging Their Trying
3. (Big) John Wayne Socks Psychology on the Jaw
4. Chaos at the Greasy Spoon
5. The Yes No Interlude
6. Fitter Stoke Has a Bath
7. Didn't Matter Anyway
8. Mumps:

a-Your Majesty Is Like a Cream Donut (quiet)
b-Lumps
c-Prenut
d- Your Majesty Is Like a Cream Donut (loud)
oraz utwory bonusowe na CD:
1. (Big) John Wayne Socks Psychology on the Jaw
2. Chaos at the Greasy Spoon
3. Halfway Between Heaven and Earth
4. Oh Len's Nature!
5. Lying and Gracing

- Phil Miller: gitara
- Pip Pyle: perkusja
- Richard Sinclair: gitara basowa, wokal
- Dave Stewart: instrumenty klawiszowe

oraz
- Jimmy Hastings: flet, saksofon sopranowy i tenorowy
- Lindsay Cooper: obój, fagot
- Mont Campbell: rożek francuski
- Tim Hodgkinson: klarnet
- The Northettes: Barbara Gaskin, Amanda Parsons, Ann Rosenthal

Henry CowConcerts (1976)
Henry CowWestern Culture (1978)
Art BearsHopes and Fears (1978)
Lindsay CooperRags (1980)
1. The Exhibition of Fashions
2. Lots of Larks
3. General Strike
4. Women’s Wrongs 1
5. Women’s Wrongs 2
6. The Charter
7. Parliament Catch
8. Women’s Wrongs 3
9. Film Music
10. Prostitution Music
11. 1848
12. The Chartist Anthem
13. Cholera
14. Stitch Goes the Needle
15. A Young Lady's Vision
16. Pin Money
17. Women’s Wrongs 3

- Lindsay Cooper: fagot, saksofon sopranowy, saksofon sopranino, obój, flet, instrumenty klawiszowe, akordeon, perkusja (na 1848)
- Sally Potter: wokal
- Georgie Born: gitara basowa, wiolonczela
- Phil Minton: wokal, trąbka
- Fred Frith: gitara
- Chris Cutler: perkusja

Cooper/Nichols/LeandreLive at the Bastille (1982)
Mike WestbrookThe Cortege (1982) (3xLP Original Records)
Lindsay CooperThe Golddiggers (1983)
1. Seeing Red
2. Iceland
3. Celeste's Room
4. Bankers Song
5. The Empire Song
6. Melodrama
7. Perfect Clue
8. Ruby's Gold
9. Dawn Skyline
10. Horse Waltz

- Lindsay Cooper: fagot, obój, saksofony altowy i sopranowy, pianino, gitara (na "Perfect Clue")
- Georgie Born: wiolonczela, gitara, gitara basowa
- Marilyn Mazur: perkusja, instrumenty perkusyjne, marimba
- Eleanor Sloan: skrzypce
- Kate Westbrook: róg tenorowy
- Sally Potter: wokal
- Colette Laffont: wokal
- Phil Minton: wokal
- Lol Coxhill: saksofon
- Dave Holland: pianino (na "Horse Waltz")

Lindsay CooperPictures from the Great Exhibition (1983)
David Thomas and the PedestriansWinter Comes Home (1983)
David Thomas and the PedestriansVariations on a Theme (1983)
Lindsay CooperMusic for the Small Screen (1984)
oraz Chris Cutler
News from BabelWork Resumed on the Tower (1984)
- Sirens and Silences

1. Odysseus
2. Auschwitz/Babel
3. Klein's Bottle
4. Black Gold
5. Devils
6. Dry Leaf

- Work Resumed on the Tower

1. Arcades (of Glass)
2. Victory
3. Anno Mirabilis

- Chris Cutler: perkusja, elektronika, instrumenty perkusyjne
- Lindsay Cooper: fagot, saksofony: altowy i sopranino, pianino
- Dagmar Krause: wokal
- Zeena Parkins: harfa, preparowana i elektryczna harfa, akordeon

oraz
- Georgie Born: gitara basowa (na "Black Gold")
- Phil Minton: wokal (na "Victory" i "Anno Mirabilis"), trąbka na "Anno Mirabilis")

Lindsay CooperMusic for Other Occasions (1985)
z Dagmar Krause, Chrisem Cutlerem, Kate Westbrook, Maggie Nicols, Alfredem Harthem, etc...
David Thomas and the PedestriansMore Places Forever (1985)
FluvialFluvial (1984)
- Lindsay Cooper
- Catherine Jauniaux
- Tim Hodgkinson

Różni artyściThe Last Nightingale (1984)
- album wydany dla wsparcia finansowego strajkujących górników brytyjskich. Jeden z utworów kompozycji Cooper i Cutlera zaśpiewał Robert Wyatt.

Dagmar KrauseTank Battles: The Songs of Hanns Eisler (1986)
Dagmar KrausePanzerschlacht: Die Lieder von Hanns Eisler (1986)
News From BabelLetters Home (1986)
1. Who Will Accuse?
2. Heart of Stone
3. Banknote
4. Moss
5. Dragon at the Core
6. Dark Matter
7. Waited
8. Fast Food
9. Late Evening

- Chris Cutler: perkusja, elektronika, instrumenty perkusyjne
- Lindsay Cooper: fagot, saksofony: altowy i sopranino, pianino
- Dagmar Krause: wokal
- Zeena Parkins: harfa, preparowana i elektryczna harfa, akordeon, gitara EBO (na "Dark Matter")

oraz
- Robert Wyatt: wokal (na "Who Will Accuse?", "Moss", "Heart of Stone", "Justice", "Late Evening'")
- Sally Potter: wokal (na "Banknote", "Dark Matter")
- Phil Minton: wokal (na "Dragon at the Core", "Anno Mirabilis"; trąbka (na "Anno Mirabilis")
- Bil Gilonis: gitara basowa

Westbrook-Rossini: Westbrook-Rossini (1987) (2xLP Hat Hut Records)
Lindsay Cooper/Anthony Phillips/Harry WilliamsonTarka (1988)
Lindsay CooperOh Moscow (1991)
1. England Descending
2. The Allies
3. Lovers
4. Oh the Passing of Time, Europe
5. Liberty Bonds
6. On German Soil
7. Curtain Descending
8. Prayer
9. Forgotten Fruit
10. Oh Moscow

- Lindsay Cooper: fagot, saksofony: altowy i sopranino, kompozycje
- Alfred Harth: saksofon tenorowy, klarnet
- Marilyn Mazur: perkusja
- Hugh Hopper: gitara basowa
- Phil Minton: wokal, trąbka
- Elvira Plenar: pianino, syntezator
- Sally Potter: wokal, teksty

Lindsay CooperAn Angel on the Bridge (1991)
Lindsay CooperSchroedinger's Cat (1991)
Lindsay CooperSahara Dust (1993)
Lindsay CooperOrlando (1993) – oryginalna muzyka do filmu Orlando w reż. Sally Potter
oraz David Motion i Sally Potter
Day and TaxiAll (?)
- Lindsay Cooper,
- Christoph Gallio
- Dieter Ulrich

Trio Trabant a RomaState of Volgograd (1994)
Westbrook-RossiniWestbrook-Rossini Zürich Live (1994) (2xCD)
Tim HodgkinsonEach in Our Own Thoughts (1994)
Charles GrayPia Mater (1997)
Lindsay CooperA View from the Bridge (2CD) (1998)
1. Concerto for Sopranino Saxophone and String
2. Ophelia
3. Songs for Bassoon and Orchestra
4. Nightmare
5. German Stories
6. Singing Waters
7. The Rain Song
8. Fragments from God's Country
9. An Angel on the Bridge

Lindsay Cooper, Sally Potter, Maggie Nichols, Cathy Marsh, Phil Minton, Ian Mitchell, Alfred 23 Harth, Annemarie Roelofs, Elvira Plenar, Dean Brodrick, Thomas Bloch, Brian Abrahams, Michael Askill, Louise Johnson + orkiestra i zespoły
- Zbiór utworów skomponowanych przez Cooper

Rova Saxophone QuartetBingo (1998)